# Яхман, Эдуард фон
Эдуард Карл Эмануэль фон Яхманн (нем. Eduard Karl Emanuel von Jachmann, 2 марта 1822 — 23 октября 1887) — немецкий военно-морской деятель, вице-адмирал (1867 год).
Эдуард фон Яхманн родился в 1822 году в Данциге, посещал начальную школу в Мариенвердере. Первое морское путешествие совершил в Вест-Индию в 1839—1844 годах. В 1843 году завершил обучение на рулевого и с 1844 по 1848 год проходил службу на корвете флота Пруссии «Amazone» в Средиземном море и у побережья Америки. В 1845 году получил звание лейтенанта, в 1848 году был назначен командиром этого корабля. С 1849 по 1852 год командовал флотилией канонерских лодок в Штральзунде, а затем получил перевод в военное министерство Пруссии.
В звании первого лейтенанта принимал участие в экспедиции в Америку в 1853—1854 годах на фрегате SMS Gefion. Позднее получил звание лейтенант-коммандер и был назначен начальником верфи в Данциге. В 1857 году был назначен руководителем департамента в Адмиралтействе. С 1859 по 1862 год командовал экспедицией в Китай и Восточную Азию на борту фрегата SMS Thetis.
В 1864 году в ходе Второй Шлезвигской войны командовал всеми вооружёнными силами на Балтийском море. 17 марта 1864 года, после сражения у Ясмунда, получил звание контр-адмирала, а после окончания войны был назначен командующим ВМБ в Киле. В 1867 году получил звание вице-адмирала и должность в Военно-морском министерстве. В ходе франко-прусской войны 1870—1871 годов был командующим силами в Северном море. В 1871 году подал в отставку после назначения морским министром Альбрехта фон Штоша. В 1882 году получил дворянский титул. В Вильгельмсхафене в его честь был назван мост.
Скончался в Ольденбурге. Похоронен там же, на кладбище Церкви Святой Троицы.